# 長町武家屋敷跡

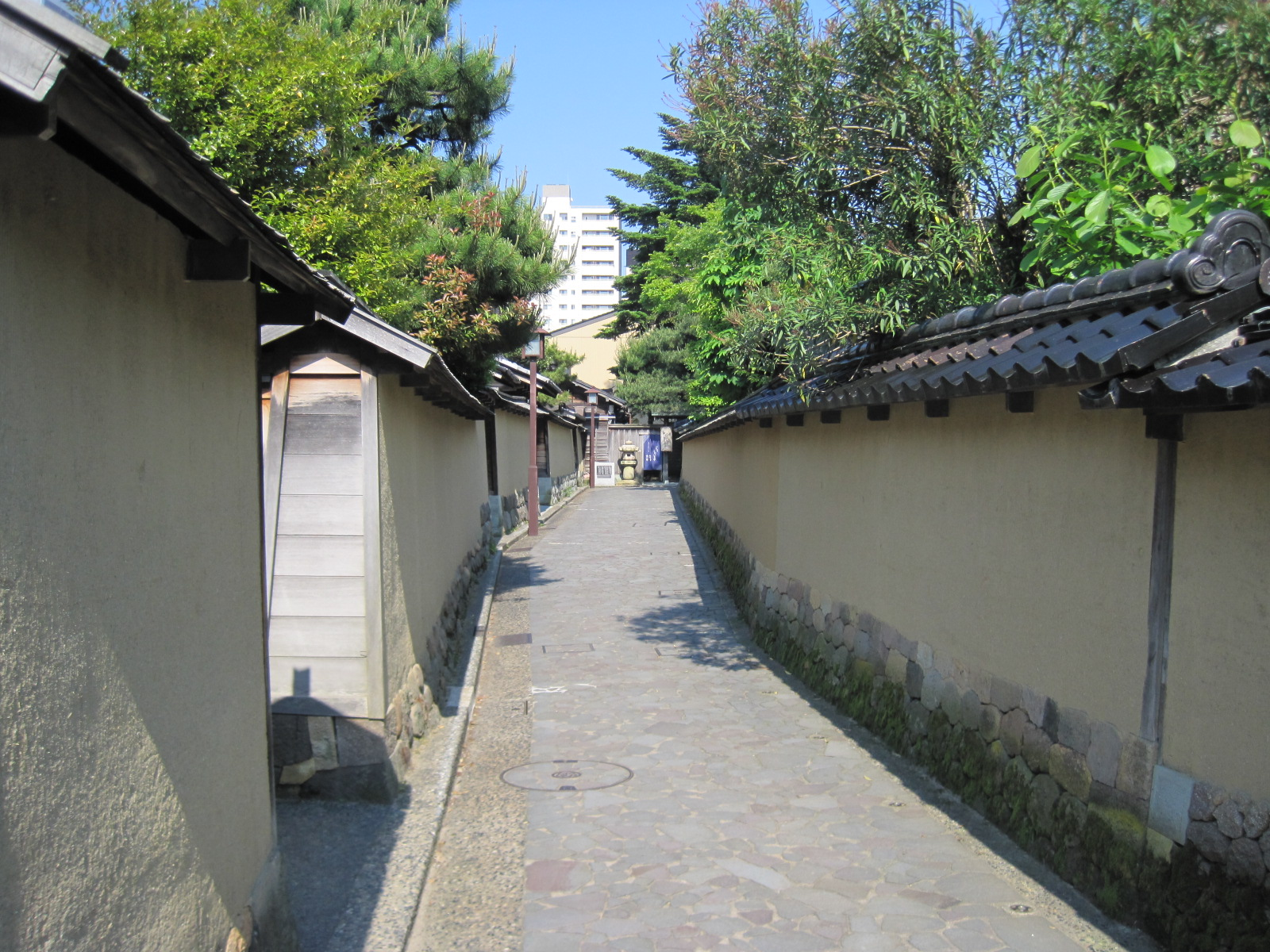
長町武家屋敷跡

長町武家屋敷跡（ながまちぶけやしきあと）是石川縣金澤市的觀光地。加賀藩時代的上・中階級藩士的侍屋敷群。完整保存的土牆和石疊路，保留藩政時代的面影。

## 概要
此地曾有前田家重臣長氏的屋敷是長町之名的由來。

## 主要設施
- 野村家 - 前田家重臣野村傳兵衛信貞屋敷。
- 高田家
- 金澤市足輕資料館 - 加賀藩的足輕屋敷移設・再現。
- 彩筆庵 - 加賀友禪的製作過程見學可能。
- 大野庄用水

## 交通
- JR北陸本線 金澤車站東口 北陸鐵道巴士有松・片町方面行　香林坊下車
- 金澤ふらっとバス長町路線的周遊路線內。

## 周邊情報
- 香林坊

## 外部連結
- 長町武家屋敷跡

36°33′49.2″N 136°39′02.5″E / 36.563667°N 136.650694°E